# 下地町 (愛知県)
下地町（しもじちょう）は、愛知県宝飯郡にかつて存在した町。現在の豊橋市の一部に該当する。
豊川の北岸の町であり、旧東海道が通る交通の要所であった。宝飯郡と渥美郡を結ぶ豊川の橋が豊橋であり、豊橋市の地名の由来である。

## 歴史
- 江戸時代末期、この地域は三河吉田藩領、寺社領などであった。
- 1878年（明治11年） -
  - 横須賀村と藪下新田が合併し、津田村となる。
  - 大磯村、沖木村、住吉村、柴屋村が合併し、大村となる。
- 1884年（明治17年） - 大村と大蚊里村が合併し、大村となる。
- 1889年（明治22年）10月1日 -
  - 町村制により、下地村が発足。
  - 大村と長瀬村が合併し、大村となる。
  - 下五井村、清須新田、津田村、瓜郷村が合併し、鹿菅村となる。
- 1891年（明治23年）10月16日 - 下地村が町制施行し、下地町となる。
- 1906年（明治39年）7月1日 - 下地町、大村、鹿菅村 が合併し、下地町となる。
- 1932年（昭和7年）9月1日 - 豊橋市に編入。

## 学校
- 下地尋常高等小学校（現・豊橋市立下地小学校）
- 大村尋常小学校（現・豊橋市立大村小学校）
- 津田尋常小学校（現・豊橋市立津田小学校）

## 交通機関
- 豊川鉄道
  - 下地停留場
- 愛知電気鉄道豊橋線（通過のみ）